# The Brian Jonestown Massacre
I Brian Jonestown Massacre sono un gruppo musicale californiano formatosi nel 1990 a San Francisco sotto la guida del leader carismatico Anton Newcombe, autentico guru della neopsichedelia tanto geniale quanto controverso, costantemente alle prese con problemi dovuti ad un carattere quantomeno difficile e all'abuso di alcool e droghe.
Il nome del gruppo è un gioco di parole che da un lato rimanda a Brian Jones dei The Rolling Stones e dall'altro al suicidio di massa di Jonestown del 1978 tristemente conosciuto in lingua inglese come lo Jonestown massacre.

## Storia del gruppo
Nel 1991 Newcombe registra, incidendo da solo tutte le parti vocali e strumentali, una raccolta di canzoni che prenderà il nome di Pol Pot's Pleasure Penthouse e che verrà pubblicata in un limitatissimo numero di cassette. Nonostante l'esiguo numero delle cassette distribuite, la qualità dei pezzi lascia intravedere il grande talento di Newcombe e il nome Brian Jonestown Massacre, per ora legato praticamente solo ad Anton al quale si affianca qualche musicista di passaggio, incomincia a imporsi come realtà cult della scena indie californiana. Da questo periodo, nonostante nella propria storia la line-up della band vedrà il passaggio di un altissimo numero di musicisti, entrano nella band dei personaggi importantissimi della formazione storica dei Brian Jonestown quali Ricky Maymi, Matt Hollywood e Jeff Davies.
Del 1993 è una raccolta di incisioni che inizialmente avrebbe dovuto far parte dell'album di esordio della band, che uscirà col nome di Spacegirl & Other Favorites che fra le sue tracce contiene pezzi storici della band come Hide and Seek, scritta da Anton a 18 anni col suo gruppo del liceo, Never Ever! e Thoughts of You per non parlare di altre canzoni che verranno riprese nei dischi successivi. Già a questo punto della sua storia il gruppo può vantare l'interessamento di alcune delle case discografiche più potenti d'America come la Elektra e la Universal che non verrà mai contraccambiato, soprattutto da Newcombe che vuole mantenere un'assoluta libertà artistica rinunciando così a parecchi soldi e alla notorietà. Questo è infatti il momento più alto della carriera dei Brian Jonestown che nel giro di tre anni pubblicheranno cinque dei loro dischi migliori, tre dei quali nel 1996. Stupisce il fatto che ogni disco abbia un sound diverso dall'altro.
Il primo di questi dischi e disco d'esordio della band è Methodrone, fortemente influenzato dallo shoegaze inglese, ma anche dal folk rock e da sonorità velvetiane. Da segnalare l'entrata nel gruppo in quei mesi del tamburellista Joel Gion, personaggio simbolo dei Brian Jonestown. Il secondo album e il primo dei tre del 1996 è Take It from the Man! che ha forti influenze rhythm and blues e che rimanda ai primi The Rolling Stones e ai The Beatles. Segue Their Satanic Majesties' Second Request dove l'amore della band per gli anni 60 si fonde con strumenti musicali e sound di derivazione orientale. Ultimo album del 1996 è Thank God for Mental Illness (registrato in un solo giorno) caratterizzato da ballate acustiche folk blues e country, eccezion fatta per l'ultimo brano Sound of confusion, una suite di quattro canzoni, gioiello della band.
I Brian Jonestown nel 1997 pubblicheranno un altro disco, Give it Back!, registrato in due settimane, che contiene classici del gruppo come Servo e The Devil May Care e che vede alla chitarra il contributo del futuro leader dei Black Rebel Motorcycle Club Peter Hayes. Nel 1998 Newcombe e soci firmano per una importante etichetta indipendente, la TVT Records; nonostante i buoni propositi però la situazione non andrà nel verso migliore. I continui problemi di alcol e droga di Newcombe faranno sì che il disco pubblicato per la TVT diventerà il disco più debole fino allora pubblicato dai Brian Jonestown. Nonostante le canzoni orecchiabili infatti la mancanza di ispirazione è lampante rispetto ai precedenti lavori tanto che la pubblicazione dell'album avverrà solo grazie agli sforzi degli altri membri della band (Hollywood in primis) e al fatto che il disco sarà completato da alcuni brani già editi precedentemente. Le scarse vendite dell'album e le tensioni fra i membri della band, che sfociarono in vere e proprie risse durante i concerti (cosa che caratterizzò il percorso della band fin dagli inizi ma che a questo punto divenne ingestibile) portò allo scioglimento del contratto con la TVT e all'allontanamento progressivo di parecchie figure importanti del gruppo, come Gion e Hollywood (anche se non definitivamente). Il canto del cigno della prima parte della turbolenta vita dei Brian Jonestown Massacre fu l'EP Bringing it all Back Home - Again.
Dopo qualche anno di pausa e dopo una riabilitazione progressiva che porterà negli ultimi anni a far sì che Newcombe riesca a fare a meno di alcol e droghe i Brian Jonestown tornano con due dei loro dischi più amati dai fan e sicuramente fra i più rappresentativi per quanto riguarda il sound di una band che ha cambiato più volte la propria direzione musicale: del 2001 è Bravery, Repetition and Noise (ultimo album con Jeff Davies alla chitarra) e And This Is Our Music del 2003 che verrà affiancato quasi in contemporanea all'EP If Love is The Drug dove la canzone che dà il nome all'EP è senza dubbio una delle migliori scritte da Newcombe.
Del 2008 è il successivo album registrato fra Liverpool e l'Islanda, My Bloody Underground, che ha forti tratti sperimentali e noise, ispirato nel sound ai Velvet Underground, My Bloody Valentine e Jesus and Mary Chain.
Dal 2010 in poi Newcombe pubblica i suoi dischi dal suo quartier generale di Berlino: Who Killed Sgt. Pepper? (2010) dove il gruppo sperimenta ampiamente con la musica elettronica, Aufheben (2012) e Revelation (2014) che riportano il gruppo a un sound più classico.
Del 2015 è Musique de Film Imaginé, colonna sonora immaginaria di Newcombe ispirata ai film francesi di metà' secolo.

## Discografia
- 1995 - Methodrone
- 1995 - Spacegirl & Other Favorites
- 1996 - Their Satanic Majesties' Second Request
- 1996 - Take It From The Man!
- 1996 - Thank God For Mental Illness
- 1997 - Give It Back!
- 1998 - Strung Out in Heaven
- 1999 - (Bringing It All Back Home - Again) (EP)
- 2001 - Bravery, Repetition and Noise
- 2003 - And This Is Our Music
- 2003 - Spacegirl & Other Favorites (ristampa)
- 2004 - Tepid Peppermint Wonderland: A Retrospective (compilation)
- 2005 - We Are The Radio (EP)
- 2008 - My Bloody Underground
- 2009 - Smoking Acid (EP)
- 2010 - Who Killed Sgt. Pepper?
- 2012 - Aufheben
- 2014 - Revelation
- 2015 - Musique de Film Imaginé
- 2016 - Third World Pyramid
- 2017 - Don't Get Lost
- 2018 - Something Else
- 2019 - The Brian Jonestown Massacre
- 2022 - Fire Doesn't Grow on Trees
- 2023 - The Future Is Your Past